# Танковые войска Украины
Танковые войска (укр. Танкові війська України) —обобщающее название рода войск Вооруженных сил Украины, отдельно существующего в составе трех видов (родов) Вооруженных сил — Морской пехоты ВМС , Сухопутных и Десантно-штурмовых войск. Имеют на вооружении основные боевые танки и подразделения поддержки. Танковые войска применяются преимущественно совместно с механизированными войсками на главных направлениях и выполняют следующие основные задачи:
- в обороне — по непосредственной поддержке механизированных войск при отражении наступления противника и нанесению контратак и контрударов;
- в наступлении — по нанесению мощных рассекающих ударов на большую глубину, развитию успеха, разгрому противника во встречных боях и сражениях.

Основу танковых войск составляют танковые бригады и танковые батальоны механизированных бригад, обладающие большой устойчивостью к поражающим факторам как обычного, так и ядерного оружия, огневую мощь, высокую подвижность и маневренность. Они способны наиболее полно использовать результаты огневого (ядерного) поражения противника и в короткие сроки достигать конечных целей боя и операции.
Боевые возможности танковых соединений и подразделений позволяют им вести активные боевые действия днем и ночью, в значительном отрыве от других войск, громить противника во встречных боях и сражениях, с ходу преодолевать обширные зоны радиоактивного заражения, форсировать водные преграды, а также быстро создавать прочную оборону и успешно противостоять наступлению превосходящих сил противника.
Дальнейшее развитие и повышение боевых возможностей танковых войск осуществляется, главным образом, за счет оснащения их более совершенными типами танков, в которых оптимально сочетаются такие важнейшие боевые свойства, как высокая огневая мощь, маневренность и надежная защита. В совершенствовании организационных форм основные усилия сосредоточиваются на придании им общевойскового характера, что в наибольшей степени отвечает содержанию современных операций (боевых действий).

## История
За период с 2014 по 2018-й год в ВСУ был дополнительно сформирован ряд танковых подразделений, включая танковую бригаду Корпуса резерва. Всего дополнительно поставлено более 500 танков. Танковые роты в бригадах Десантно-штурмовых войск ВС Украины начали формировать в 2015 году (тогда — Высокомобильные десантные войска), их вооружение продолжалось до 2017 года.

## Текущая структура
Перечень танковых бригад, полков, батальонов и рот в составе Вооруженных сил Украины.

### Бригады
Бригады Корпуса резерва
- 3-я отдельная танковая бригада[2][3] А2573, пгт. Ярмолинцы Хмельницкой области
- 4-я отдельная танковая бригада[4]
- 5-я отдельная танковая бригада[5][6]

### Полки
- 300-й учебный танковый полк (в/ч А1414)

### Батальоны
- 1-й отдельный танковый батальон
- 2-й отдельный танковый батальон (в/ч В1193[7][8][9]; 2014 на базе 1 ОТБр)[8] в октябре 2016 г. стал линейным в 53 ОМБр
- 3-й отдельный танковый батальон «Зверобой»[укр.] (2014 на базе 300 УТП) в октябре 2016 г. стал линейным в 54 ОМБр
- 4-й отдельный танковый батальон (2014 на базе 17 ОТБр)[8][10]
- 5-й отдельный танковый батальон (2014 на базе 17 ОТБр)[8]
- 9-й отдельный танковый батальон (Гончаровское, 3 ОТБр)[11]
- 10-й отдельный танковый батальон (Белая Церковь, 3 ОТБр)[11]
- 11-й отдельный танковый батальон (Новоград-Волынский, 3 ОТБр)[11]
- 12-й отдельный танковый батальон[укр.] (А0932, пгт. Гончаровское)[12]
- 23-й отдельный танковый батальон[укр.] (А0229, с. Великий Кобылин Житомирской области — ДШВ)
- 3/1 танковый батальон выведен из бригады летом 2015 г., на его месте создан свежий линейный[8]
- 2/17 танковый батальон выведен из бригады летом 2015 г., на его месте создан свежий линейный[8]
- ~ 11 линейных танковых батальонов в механизированных бригадах
- 2 танковых батальона морской пехоты

### Роты
- ~ 6 танковых рот в составе бригад Десантно-штурмовых войск

## Расформированные соединения
- 7-я гвардейская танковая дивизия
- 13-я гвардейская танковая дивизия
- 17-я гвардейская танковая дивизия — 17-я отдельная танковая бригада
- 20-я танковая дивизия, Харьков — расформирована в мае 1991 г.
- 22-я гвардейская танковая дивизия — расформирована в сентябре 1990 г.
- 23-я танковая дивизия — 6065-я база хранения с 1987[13] —  129-я база хранения вооружения и техники
- 25-я танковая дивизия — выведена в 1989 году в Чугуев и расформирована.
- 30-я гвардейская танковая дивизия — 30-я танковая бригада — 30 июля 2004 года переформирована в 30-ю отдельную механизированную бригаду
- 41-я гвардейская танковая дивизия — 5193-я база хранения с 1989
- 42-я гвардейская танковая дивизия — 5359-я база хранения от 1990
- 48-я гвардейская учебная танковая дивизия — 169-й окружной учебный центр
- 58-я танковая дивизия (формирования 1971 года) — 5361-я база хранения вооружения и техники.
- 75 гвардейская танковая дивизия, Чугуев — расформирована в 1989-90 гг
- 117-я гвардейская танковая дивизия — 119-й окружной учебный центр

### 2012
- 16-й отдельный танковый батальон, г. Ужгород

## Другое
Танковые подразделения существовали в Национальной гвардии в 1992—1993 гг. Также с 2014 года танковые подразделения существуют в составе восстановленной Национальной гвардии.

## Командование
- генерал-майор Мельник Юрий Николаевич (с весны 2015 года)

## Учебные заведения
- Военный институт танковых войск НТУ ХПИ

## Вооружение
- танки Т-64Б, Т-64БВ, Т-64БМ Булат, Т-72, Т-80, Т-84 «Оплот», БМ Оплот, M-55S, AMX-10RC, Leopard 1, Leopard 2А4(на момент весны 2023года), Challenger 2, также осенью 2023 года должны появится танки типа M1 Abrams
- бронетранспортеры БТР-60, БТР-70, БТР-80, БТР-3, БТР-4, M113, Stryker;
- боевые машины пехоты БМП-1, БМП-1У, БМП-2,Bradley;
- боевые разведывательные машины и боевые разведывательно-дозорные машины БРМ-1, БРДМ-2
- другие образцы вооружения.

## Традиции

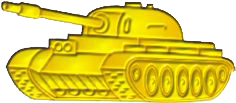
Бывшая эмблема танковых войск (2007 год)

### Символика
На беретном знаке танковых войск Украины изображена рыцарская перчатка, держащая пернач. В традиции Вооруженных сил Украины — это символы победы в битве под Оршей, и танковые подразделения Вооруженных сил являются потомками украинского рыцарства эпохи Средневековья.